# Biržai
Biržai ( escoltar (?·pàg.) és una ciutat del nord de Lituània. Biržai és famós pel seu reconstruït Castell de Biržai senyorial, i tota la regió és coneguda pee les seves nombrosos i tradicionals receptes de cervesa.

## Noms
El nom de la ciutat és lituà d'origen i s'escriu en diferents formes en altres llengües:
- Birsen (alemany)
- Birze (polonès)
- Birzhai (rus)
- בירז / Birz o Birzh (jiddisch).

## Història
La primera menció escrita de la ciutat data de 1450. La construcció del Castell de Biržai va començar el 1586, i a la ciutat se li van concedir els drets de Magdeburg el 1589. L'any1575, com a preparació per a l'edificació del castell, es va construir una presa en la confluència dels rius Agluona i Apaščia i va ser creat el llac artificial Širvėna, que abasta uns 40 km. És el llac artificial més antic de Lituània.